# 阿格涅什卡·拉德萬斯卡
安格涅絲卡·蘿瑪·拉德萬絲卡（波蘭語：Agnieszka Roma Radwańska，1989年3月6日—），出生於波蘭克拉科夫，前波蘭女子網球運動員，波蘭第一位網球大滿貫晉級決赛者，單打最高世界排名第二，2012年溫布頓網球錦標賽女子單打比賽亞軍，职业生涯获得过20座WTA巡回赛单打冠军。
而且她也擔任2012年夏季奥林匹克運動會波蘭代表團進場旗手。

## 早年
拉萬絲卡出生自克拉科夫，在獲得2005年溫布頓錦標賽青少年女單冠軍後正式轉入職業，2006年獲得了法國網球公開賽青少年女單冠軍，也榮獲WTA最佳新人獎。
她的擊球風格以技巧著稱，在現今的女網的強力風格走向中，屬於少見的技術型球員。她不以用力擊球當作攻擊武器，而是利用大角度調動，運用大量的切球借力使力，及多變的打法壓制及干擾對手，打出極佳的落點迫使對手失誤或勉強救球，再順勢打出致勝球。她步伐極快，加上防守及救球能力極佳，預測對手高壓扣殺也極度出色，因此即便對上攻擊性強的選手，能有辦法救回許多大角度攻擊，再找尋突破，常讓在對手陷入膠著戰局。
雖然發球不快，但穩定性高不易雙誤也偶有ace球出現，她常對中線發球並加上大量旋轉，2015年賽季開始增強擊球力道，可見其發球ace數量增加。拉德万斯卡击球时重心很低，常可见其深蹲回球，有助於借力使力，增加攻击性。拉德最大的武器在于其优秀的網前手感，她在比赛中常主动放短球或者来到網球截擊，也常使用高吊球來調整節奏，配合快速的步伐重新掌控局勢。
她是WTA巡迴賽中，最常獲得月份精彩擊球的得主，也常聽見體育播報員或媒體稱其為「魔術師」。
在一片強力網球主宰的當今女子網壇，她的風格獨樹一幟，繼賈斯汀·海寧之後，為現役球員中最出色的技術型球星。亦因為屢屢能有精彩擊球增加賽事可看性，她前所未有地、連續五年被球迷票選為年度最喜愛球員（2011-2016）。
2018年11月14日因健康因素宣布退役

## 大滿貫

### 女單亞軍（1）
| 年份 | 比賽   | 場地 | 決賽對手 | 對手國籍 | 勝方比分      |
| ---- | ------ | ---- | -------- | -------- | ------------- |
| 2012 | 溫布頓 | 草地 | 小威廉絲 | 美國     | 6–1、5–7、6–2 |

## WTA年終賽

### 單打
| 賽果 | 年度 | 賽事          | 場地 | 對手            | 勝方比分      |
| 冠軍 | 2015 | WTA年終總決賽 | 硬地 | 佩特拉·克維托娃 | 6–2、4–6、6–3 |